# Bredvik, Esbo

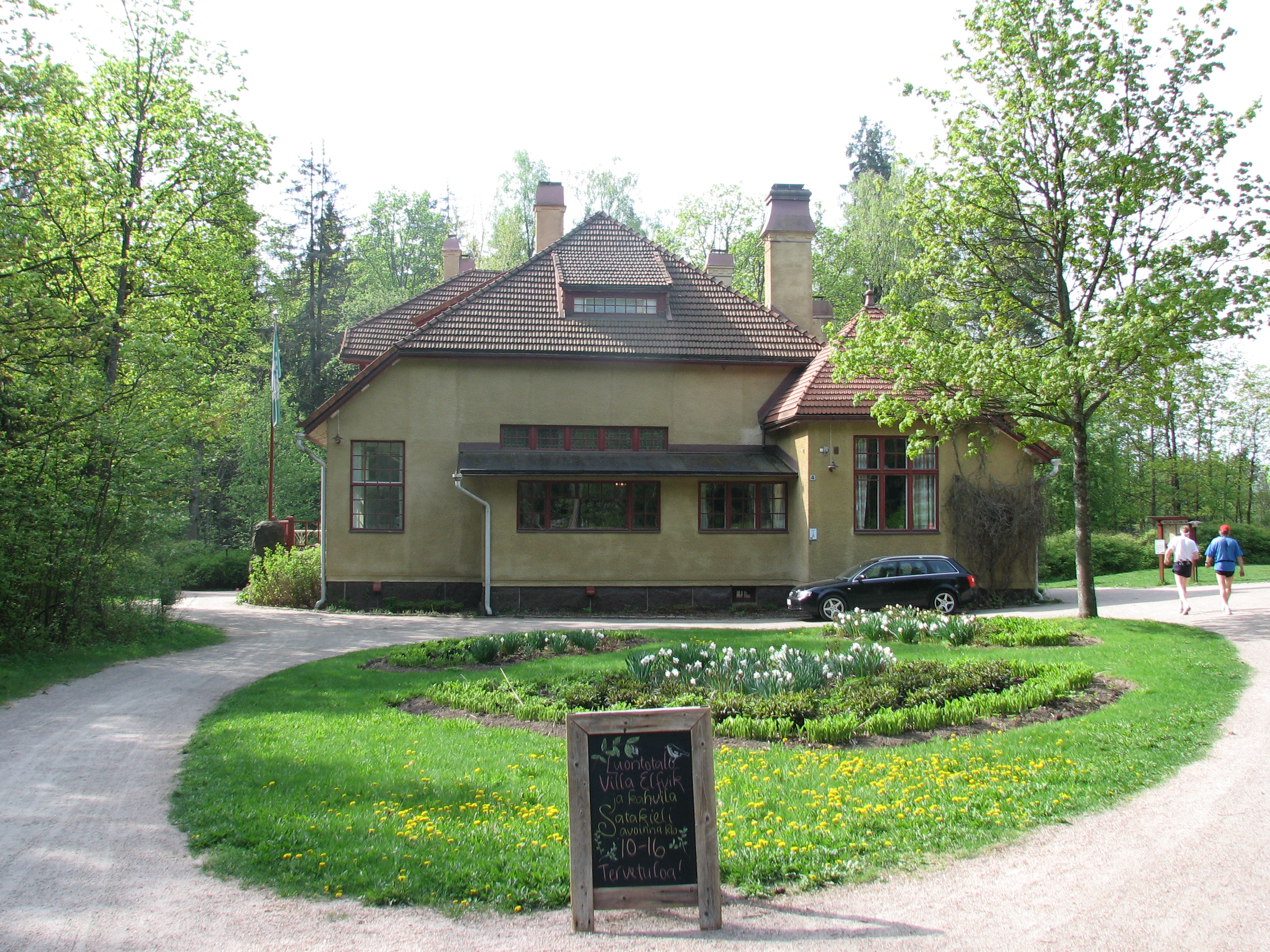
Villa Elfvik

Bredvik (finska: Laajalahti) är en stadsdel i Esbo stad och hör administrativt till Stor-Hagalund storområde. 
Namnet baserar sig på bynamnet Bredvik: Bredwijkby (1540), Bredhwijkeby (1543), Breed viick (1545), Bredwick (1592). Namnet kommer av den närliggande viken Bredviken. Gatunamnen i stadsdelen har tagits från de kommuner i Karelen som förlorades till Sovjetunionen i kriget. Gatornas ordning sinsemellan motsvarar ordningen på kommunerna i Karelen. 
Stadsdelen Bredvik började byggas genast efter andra världskriget år 1945. Det var ett frontamannaområde med hus på stora tomter. Några få höghus byggdes på 1970-talet. Området har senare ändrat karaktär från att ha varit egnahemshusbetonat till att bli radhusbetonat. Närmast havet, vid Bredviken finns ett stort naturskyddsområde som är känt för sina fåglar. 